# Cute (együttes)
A Cute (℃-ute; Hepburn: Kyūto; „Aranyos”, °C-ute-ként stilizálva) egy japán lányegyüttes, melyet 2005-ben hozott létre a producerként ismert Cunku.
A 2007. december 30-án megrendezésre kerülő 49. Japan Record Awardson elnyerték a legjobb új előadónak járó díjat.

## Tagok
- Jadzsima Maimi (矢島 舞美; Hepburn: Maimi Yajima?) (Szaitama prefektúra, 1992. február 7.)
- Nakadzsima Szaki (中島 早貴; Hepburn: Saki Nakajima?) (Szaitama prefektúra, 1994. február 5.)
- Szuzuki Airi (鈴木 愛理; Hepburn: Airi Suzuki?) (Gifu prefektúra, 1994. április 12.)
- Okai Csiszato (岡井 千聖; Hepburn: Chisato Okai?) (Szaitama prefektúra, 1994. június 21.)
- Hagivara Mai (萩原 舞; Hepburn: Mai Hagiwara?) (Szaitama prefektúra, 1996. február 7.)

### Korábbi tagok
- Murakami Megumi (村上 愛; Hepburn: Megumi Murakami?) (Szaitama prefektúra, 1992. június 6.)
- Arihara Kanna (有原 栞菜; Hepburn: Kanna Arihara?) (Jokohama, Kanagava prefektúra, 1993. június 15.)
- Umeda Erika (梅田 えりか; Hepburn: Erika Umeda?) (Minami-ku, Jokohama, Kanagava prefektúra, 1991. május 24.)

## Diszkográfia

### Kislemezek
| Nr. | Cím                                                                           | Kiadás dátuma        | Slágerlistás helyezések   |
| Nr. | Cím                                                                           | Kiadás dátuma        | Oricon heti kislemezlista |
| --- | ----------------------------------------------------------------------------- | -------------------- | ------------------------- |
| 1   | Masszara Blue Jeans (まっさらブルージーンズ)                                  | 2006. május 6.       | —                         |
| 2   | Szoku dakisimete (即 抱きしめて)                                              | 2006. június 3.      | —                         |
| 3   | Óki na ai de motenasite (大きな愛でもてなして)                                | 2006. július 9.      | —                         |
| 4   | Vakkjanai (Z) (わっきゃない（Ｚ）)                                            | 2006. július 29.     | —                         |
| 1   | Szakura csirari (桜チラリ)                                                    | 2007. február 21.    | 5                         |
| 2   | Meguru koi no kiszecu (めぐる恋の季節)                                        | 2007. július 11.     | 5                         |
| 3   | Tokaikko dzsundzsó (都会っ子 純情)                                            | 2007. október 17.    | 3                         |
| 4   | Lalala siavasze no uta (ＬＡＬＡＬＡ 幸せの歌)                                | 2008. február 27.    | 6                         |
| —   | Koero! Rakuten Eagles (越えろ!楽天イーグルス)                                 | 2008. március 20.    | —                         |
| 5   | Namida no iro (涙の色)                                                        | 2008. április 23.    | 4                         |
| 6   | Edo no temari uta II (江戸の手毬唄Ⅱ)                                          | 2008. július 30.     | 5                         |
| 7   | Forever Love (ＦＯＲＥＶＥＲ ＬＯＶＥ)                                        | 2008. november 26.   | 5                         |
| 8   | Bye Bye Bye! (Ｂｙｅ Ｂｙｅ Ｂｙｅ！)                                         | 2009. április 15.    | 4                         |
| 9   | Socsú omimai mosiagemaszu (暑中お見舞い申し上げます)                          | 2009. július 1.      | 5                         |
| 10  | Everyday zekkócsó!! (ＥＶＥＲＹＤＡＹ絶好調！！)                              | 2009. szeptember 16. | 2                         |
| 11  | Shock! (ＳＨＯＣＫ！)                                                         | 2010. január 6.      | 5                         |
| 12  | Campus Life (Umarete kite jokatta) (キャンパスライフ～生まれて来てよかった～) | 2010. április 28.    | 5                         |
| 13  | Dance de bakón! (Ｄａｎｃｅでバコーン！)                                      | 2010. szeptember 25. | 8                         |
| —   | Akuma de Cute na szeisun Graffiti (アクマでキュートな青春グラフィティ)        | 2010. október 13.    | —                         |
| 14  | Aitai Lonely Christmas (会いたいロンリークリスマス)                           | 2010. december 1.    | 6                         |
| 15  | Kiss Me aisiteru (Kiss me 愛してる)                                           | 2011. február 23.    | 4                         |
| 16  | Momoiro Sparkling (桃色スパークリング)                                        | 2011. május 25.      | 6                         |
| 17  | Szekaiicsi Happy na onna no ko (世界一ＨＡＰＰＹな女の子)                     | 2011. szeptember 7.  | 6                         |
| 18  | Kimi va dzsitensa vatasi va densa de kitaku (君は自転車 私は電車で帰宅)       | 2012. április 18.    | 3                         |
| 19  | Aitai aitai aitai na (会いたい 会いたい 会いたいな)                           | 2012. szeptember 5.  | 4                         |

### Albumok
| Nr. | Album adatok                                                                                       | Kiadás dátuma      |
| --- | -------------------------------------------------------------------------------------------------- | ------------------ |
| 1   | Cutie Queen Vol. 1 (キューティークイーン ＶＯＬ．１)                                               | 2007. október 25.  |
| 2   | 2 Mini: Ikiru to iu csikara (②ｍｉｎｉ ～生きるという力～)                                         | 2007. április 17.  |
| 3   | 3rd: Love Escalation! (３ｒｄ～ＬＯＶＥ エスカレーション！～)                                      | 2008. március 12   |
| 4   | 4 akogare My Star (④憧れＭｙＳＴＡＲ)                                                              | 2009. január 28.   |
| —   | Cute nan deszu! Zen Single acumecsaimasita! 1 (℃－ｕｔｅなんです！全シングル集めちゃいましたっ！①) | 2009. november 18. |
| 5   | Shocking 5 (ショッキング５)                                                                        | 2010. február 24.  |
| 6   | Csó Wonderful! 6 (超WONDERFUL6)                                                                    | 2011. április 6.   |
| 7   | Dai nana só „Ucukusikutte gomen ne” (第七章「美しくってごめんね」)                                 | 2012. február 8.   |
| –   | 2 Cute sinszeinaru Best Album (②℃-ute神聖なるベストアルバム)                                       | 2012. november 18  |

## Videográfia

### Zenei videók
| Kislemez nr.         | Cím                                                     | Hivatalos videó a YouTube-on |
| -------------------- | ------------------------------------------------------- | ---------------------------- |
| Független lemezkiadó |                                                         |                              |
| 1                    | "Masszara Blue Jeans"                                   | nézés                        |
| 2                    | "Szoku dakisimete"                                      | nézés                        |
| 3                    | "Ókina ai de motenasite"                                | nézés                        |
| 4                    | "Vakkjanai (Z)" (Live Version)                          | nézés                        |
| Major lemezkiadó     |                                                         |                              |
| 1                    | "Szakura csirari"                                       | nézés                        |
| 2                    | "Meguru koi no kisecu"                                  | nézés                        |
| 3                    | "Tokaikko dzsunszó"                                     | nézés                        |
| 4                    | "Lalala siavase no uta"                                 | nézés                        |
| —                    | "Koero! Rakuten Eagles" (Cute Ver.)                     | nézés                        |
| 5                    | "Namida no iro"                                         | nézés                        |
| 6                    | "Edo no temari uta II"                                  | nézés                        |
| 7                    | "Forever Love"                                          | nézés                        |
| 8                    | "Bye Bye Bye!"                                          | nézés                        |
| 9                    | "Socsú omimai mosiagemaszu"                             | nézés                        |
| 10                   | "Everyday zekkócsó!!"                                   | nézés                        |
| 11                   | "Shock!"                                                | nézés                        |
| —                    | "Sigacu szengen"                                        | nézés                        |
| 12                   | "Campus Life (Umarete kite jokatta)"                    | nézés                        |
| 13                   | "Dance de bakón!"                                       | nézés                        |
| 14                   | "Aitai Lonely Christmas"                                | nézés                        |
| 15                   | "Kiss Me aisiteru"                                      | nézés                        |
| 16                   | "Momoiro Sparkling"                                     | nézés                        |
| 17                   | "Szekaiicsi Happy na onna no ko"                        | nézés                        |
| —                    | "Amazuppai haru ni szakura szaku" / Berryz Kobo × Cute  | nézés                        |
| —                    | "Buszu ni naranai tecugaku" / Hello! Project Mobekimasu | nézés                        |
| —                    | "Yuke! genki-kun" / Mai Hagivara                        | nézés                        |
| 18                   | "Kimi va dzsitensa vatasi va densa de kitaku"           | nézés                        |
| —                    | "Csó Happy Song" / Berryz Kobo × Cute                   | nézés                        |
| 19                   | "Aitai aitai aitai na"                                  | nézés                        |